# Miebach (Engelskirchen)
Engelskirchen-Miebach ist ein Ortsteil der Gemeinde Engelskirchen im Oberbergischen Kreis in Nordrhein-Westfalen in Deutschland.

## Lage und Beschreibung
Der Ort liegt rund 1,7 km östlich von Engelskirchen an der Agger sowie der Bundesstraße 55.

## Geschichte

### Erstnennung
1413 wurde der Ort das erste Mal urkundlich erwähnt und zwar „Kämmereirechnung für den Fronhof Lindlar“.
Schreibweise der Erstnennung: Meidbech